# Distrito de San Pedro de Huacarpana
San Pedro de Huacarpana es un distrito de la provincia peruana de Chincha en el departamento de Ica. 
Desde el punto de vista jerárquico de la Iglesia católica forma parte de la Diócesis de Ica.

## Historia
El distrito fue creado mediante Ley 11620 del 22 de septiembre de 1951, en el gobierno del presidente Manuel A. Odría.

## Geografía
San Pedro de Huacarpana conforma conjuntamente con Chavín y San Juan de Yánac los distritos serranos de la provincia de Chincha]. Posee todos los servicios de una urbe, recientemente han inaugurado su sistema de alcantarillado. Conjuntamente con San Juan de Yánac y el Gobierno Regional Ica, Gerencia Subregional Chincha están elaborando los estudios de pre inversión de una represa en Sihuis con 1.000.000 m³ que permitirá irrigar cerca de 500 hectáreas de terrenos agrícolas.
Cuenta con una población de 1.641 habitantes que con una tasa de crecimiento anual de 1,1% (el número de habitantes no debe estar en el parafo geografía, pero en el parafo demografía) se asienta sobre una superficie de 232,45 km² a una altitud de 3.989,00 m s. n. m.
La cordillera de los Andes en esta región tiene una superficie de ? km² y sus principales montañas se llaman: ?.

## Autoridades

### Municipales
- 2019 - 2022[3]
  - Alcalde: Santos Dulio Villegas Martínez, de Acción Popular.
  - Regidores:

  1. Nelva Avilia Yalle Taboada (Acción Popular)
  2. Teburcio Alejandro Navarro Taboada (Acción Popular)
  3. Celia Ynes Salazar Meza (Acción Popular)
  4. Elizabeth Verónica Martínez Enrique (Acción Popular)
  5. Emner Ricardo Villegas Salazar (Alianza para el Progreso)

Alcaldes anteriores
- 2011 - 2014:[4] Melanio Luis Ayllón Lliuya, del Movimiento Fuerza 2011 (F2011).
- 2007 - 2010: Melanio Luis Ayllón Lliuya.